# Franklin Edson

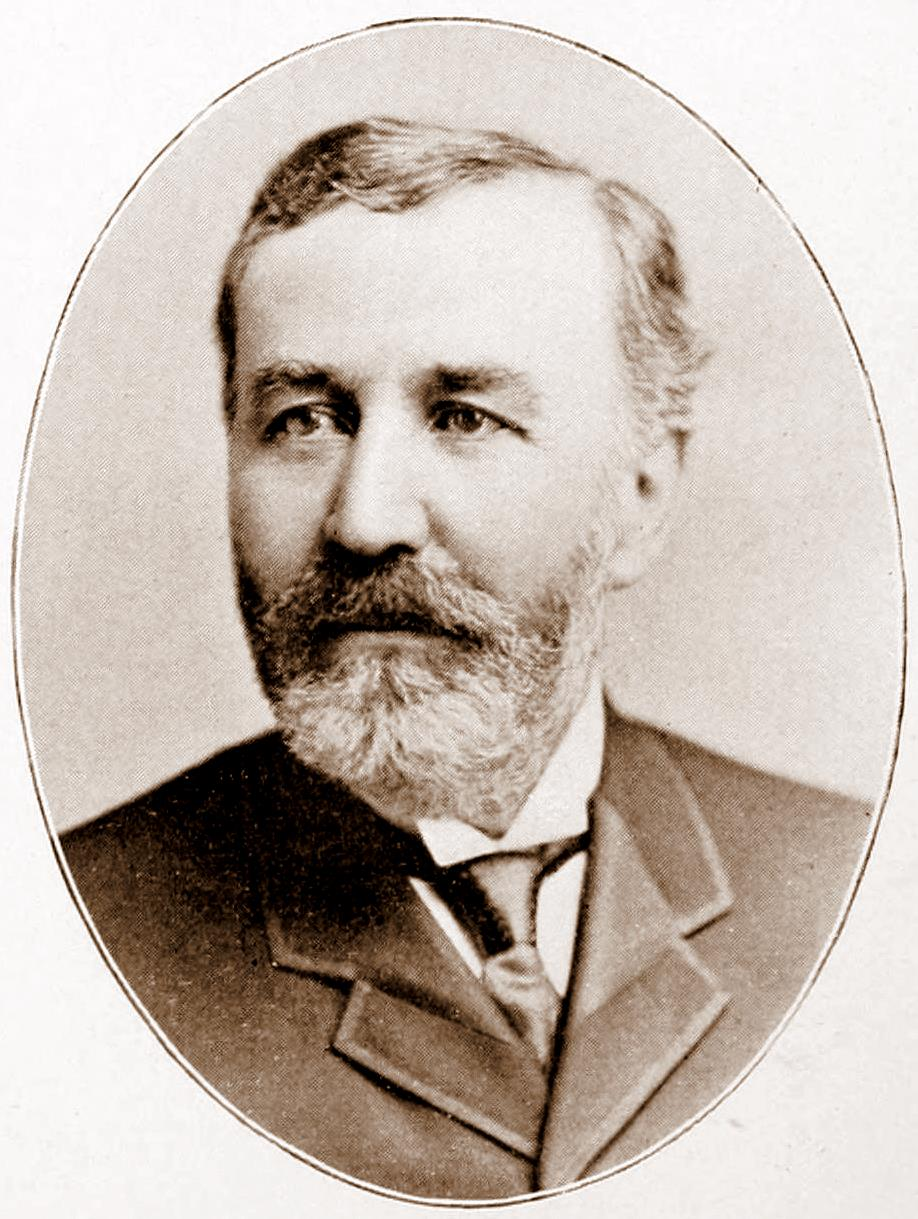
Franklin Edson

Franklin Edson (* 5. April 1832 in Chester, Vermont; † 24. September 1904 in New York City) war ein US-amerikanischer Politiker. In den Jahren 1883 und 1884 war er Bürgermeister der Stadt New York.

## Werdegang
Seit 1852 lebte Franklin Edson in Albany, der Hauptstadt von New York. Dort arbeitete er drei Jahre lang für die Firma seines Bruders. Nach dessen Tod machte er sich selbständig und wurde im Getreidehandel tätig. Dabei wurde er ein wohlhabender Mann. Im Jahr 1866 verlegte er seine Firma nach New York City. Im Jahr 1866 sowie von 1873 bis 1874 war er Präsident der dortigen New York Produce Exchange. Außerdem engagierte er sich in der Episkopalkirche.
Politisch schloss er sich der Demokratischen Partei an. Ursprünglich war er ein Gegner der Gesellschaft von Tammany Hall. Aus innerparteilichen Gründen wurde er aber von dieser Bewegung unterstützt und im Jahr 1882 zum Bürgermeister von New York gewählt. Dieses Amt bekleidete er zwischen Januar 1883 und Dezember 1884. Das Stadtgebiet von New York erstreckte sich bis 1898 im Wesentlichen auf den heutigen Stadtteil Manhattan.  Als Bürgermeister verärgerte Edson den Reformflügel seiner Partei, indem er viele Tammany-Hall-Mitglieder in führende Stellungen beförderte. Auf der anderen Seite setzte er sich für eine Reform der Verwaltung ein. Während seiner Amtszeit wurde in seiner Anwesenheit die Brooklyn Bridge eingeweiht. Nach seiner Zeit als Bürgermeister setzte Franklin Edson seine geschäftliche Laufbahn fort. Er starb am 24. September 1904 in New York City.